# Peakin' at the Beacon
Peakin' at the Beacon  es un álbum en vivo de la banda de rock estadounidense The Allman Brothers Band, grabado en el Teatro Beacon de Nueva York en marzo de 2000 y publicado en noviembre del mismo año.

## Lista de canciones
- Todas las canciones escritas por Gregg Allman, excepto donde se indique.

1. «Don't Want You No More» (Spencer Davis, Edward Hardin) – 3:06
2. «It's Not My Cross to Bear» – 5:12
3. «Ain't Wastin' Time No More» – 5:46
4. «Every Hungry Woman» – 5:56
5. «Please Call Home» – 4:30
6. «Stand Back» (Gregg Allman, Berry Oakley) – 5:44
7. «Black Hearted Woman» – 6:30
8. «Leave My Blues at Home» – 5:07
9. «Seven Turns» (Dickey Betts) – 4:48
10. «High Falls» (Dickey Betts) – 27:27

## Créditos
- Gregg Allman – órgano, piano, guitarra, voz
- Dickey Betts – guitarra, voz
- Derek Trucks – guitarra
- Oteil Burbridge – bajo
- Butch Trucks – batería, percusión
- Jaimoe – batería, percusión
- Marc Quiñones – congas, percusión, voz